# Valenciennea
Valenciennea là một chi của Họ Cá bống trắng.

## Các loài
Chi này hiện hành có các loài sau đây được ghi nhận:
- Valenciennea alleni Hoese & Larson, 1994
- Valenciennea bella Hoese & Larson, 1994 (Belle goby)
- Valenciennea decora Hoese & Larson, 1994
- Valenciennea helsdingenii (Bleeker, 1858) (Twostripe goby)
- Valenciennea immaculata (Y. Ni, 1981) (Red-lined sleeper)
- Valenciennea limicola Hoese & Larson, 1994 (Mud goby)
- Valenciennea longipinnis (Lay & E. T. Bennett, 1839) (Long-finned goby)
- Valenciennea muralis (Valenciennes, 1837) (Mural goby)
- Valenciennea parva Hoese & Larson, 1994 (Parva goby)
- Valenciennea persica Hoese & Larson, 1994
- Valenciennea puellaris (Tomiyama, 1956) (Maiden goby)
- Valenciennea randalli Hoese & Larson, 1994 (Greenband goby)
- Valenciennea sexguttata (Valenciennes, 1837) (Sixspot goby)
- Valenciennea strigata (Broussonet, 1782) (Blueband goby)
- Valenciennea wardii (Playfair (fr), 1867)